# Brachygonus
Brachygonus is een geslacht van kevers uit de familie  
kniptorren (Elateridae).
Het geslacht is voor het eerst wetenschappelijk beschreven in 1912 door Buysson.

## Soorten
Het geslacht omvat de volgende soorten:
- Brachygonus bouyoni (Chassain, 1992)
- Brachygonus campadellii Platia & Gudenzi, 2000
- Brachygonus frater Wurst, 1995
- Brachygonus gratiosus Platia & Schimmel, 1991
- Brachygonus hadullanus Wurst, 1995
- Brachygonus megerlei (Lacordaire, 1835)
- Brachygonus meraculus (Reitter, 1889)
- Brachygonus ruficeps (Mulsant & Guillebeau, 1855)
- Brachygonus ruficepsoides Platia & Gudenzi, 2002
- Brachygonus vesticornis (Kishii, 1957)